# 鲢粘体虫
鲢粘体虫（学名：Myxosoma lieni）为粘体科粘体虫属的动物。在中国，分布于湖北、浙江、福建、江西、四川等，营寄生生活，寄生在鳃（鲢、鳙、黑鳍鳈、半刺厚唇鱼、中华鰟鮍、鲫、鲩）、肾（鲢、鳙、黑鳍鳈、半刺厚唇鱼、中华鰟鮍、麦穗鱼、鲫、鲩、墨头鱼）、膀胱(鲢、鳙、墨头鱼)、肠、肝、胆囊、脑、鳔(鲢)、脾、肌肉(鲢)。